# أوسكار غونزاليس (لاعب كرة قدم)
أوسكار غونزاليس (بالإسبانية: Oscar Constantino González)‏ هو لاعب كرة قدم فنزويلي في مركز الدفاع، ولد في 25 يناير 1992 في زارازا في فنزويلا. لعب مع Atlético El Vigía F.C. ‏.

## وصلات خارجية
- أوسكار غونزاليس (لاعب كرة قدم) على موقع قاعدة بيانات كرة القدم.إي يو (الإنجليزية)
- أوسكار غونزاليس (لاعب كرة قدم) على موقع ناشيونال فوتبول تيمز (الإنجليزية)
- أوسكار غونزاليس (لاعب كرة قدم) على موقع Soccerway.com (الإنجليزية)
- أوسكار غونزاليس (لاعب كرة قدم) على موقع عالم كرة القدم.نت (الإنجليزية)